# Отправление 13:30
«Отправление 13:30» (чеш. Florenc 13:30, в советском прокате «Автобус после полудня») — чехословацкий фильм 1957 года режиссёра Йозефа Маха.

## Сюжет
В 13:30 с автовокзала Флоренц рейсом «Прага—Карловы Вары» отправляется автобус Škoda 706 RTO — действие происходит в течение одного рейса.
Основная сюжетная линия фильма — история любви водителя автобуса Яна Халупы и его подруги Диспетчера Барборы Яндовой по прозвищу Пушинка.
Сюжет фильма разворачивается в двух плоскостях. В реальном времени персонажи разговаривают и действуют друг с другом, в вымышленном мире они делают комментарии в духе другим персонажам или воображают что-то отличное от того, что они делают на самом деле, что также часто происходит в снятых вымышленных сценах, которые пересекаются с реальностью.
Все участники этого путешествия — случайные попутчики. Они никогда не знали друг друга. Они все разные люди: молодая девушка, легкомысленная и обаятельная; дама с собачкой — олицетворение мещанства; пунктуальный чиновник, твердо верящий в превосходство Запада и старательно не замечающий успехов социалистического строительства; кинорежиссёр, который часто уносится в мечтах далеко от реальной действительности, придумывая сюжет своего будущего фильма. Едут в автобусе и молодые люди, любители легкой музыки, едут пожилые супруги и другие пассажиры.
Несколько дорожных приключений, остроумные шутки, веселая музыка делают комедию одним из тех фильмов, которые всегда нравятся зрителям.
Автобус прибыл. Пассажиры разошлись в разные стороны. Каждый из них займется своим делом, но в их жизни что-то произошло, эта поездка иных сблизила, других кое-чему научила.

## В ролях
- Йозеф Бек — водитель автобуса Ян
- Сильва Даничкова — диспетчер и пассажир Барбора Яндова, по прозвищу Пушинка, девушка Яна
- Валентина Тиелова — пассажирка Мариам Плечита
- Дана Медржицка — пассажирка Весела, дама с собачкой
- Карел Эффа — пассажир Карел Коничек, чиновник
- Ярослав Войта — пассажир Гаврда
- Мария Ровенская — пассажирка Хелча Гаврдова, его жена
- Теодор Пиштек — пассажир Манда
- Ярослав Мареш — пассажир Валиш
- Иржина Богдалова — пассажирка Валери Жиру
- Франтишек Филиповский — пассажир Кадет, кинорежиссёр
- Иржи Совак — пассажир Тахечи
- Стелла Зазворкова — пассажирка Хоречи
- Властимил Бродский — пассажир Ян Мария Чук, эстрадный фокусник
- Любомир Липский — пассажир Бялик
- Йозеф Глиномаз — водитель грузовика
- Франтишек Голар — таксист
- Теодор Пиштек — мотоциклист
- Либуше Гавелкова — буфетчица
- Вацлав Трегль — дремлющий пассажир

## Песня
Текст песни «Шоферская» был написан поэтом Йозефом Кайнаром.

## Критика
Фильм «Флоренц, 13.30» похож на сказку, преподающую урок нравственности и вместе с тем поднимающую настроение. Режиссёр Иозеф Мах смотрит на окружающий мир глазами добродушного мудреца — утописта, горячо верящего, что мир может стать простым и прекрасным, если люди будут более разумными и терпимыми друг к другу.— Проблемы и свершения: очерки развития чехословацкой кинематографии / И. Пурш. — М.: Искусство, 1988. — 190 с. — стр. 88